# Садовод (Росія)
Садово́д (рос. Садовод) — село у складі Макушинського округу Курганської області, Росія. 
Населення — 321 особа (2010, 371 у 2002).
Національний склад станом на 2002 рік:
- росіяни — 80 %